# La Mina, Jerécuaro
La Mina är en ort i Mexiko.   Den ligger i kommunen Jerécuaro och delstaten Guanajuato, i den centrala delen av landet, 170 km nordväst om huvudstaden Mexico City. La Mina ligger 2 206 meter över havet och antalet invånare är 482.
Terrängen runt La Mina är varierad. Runt La Mina är det ganska tätbefolkat, med 78 invånare per kvadratkilometer. Närmaste större samhälle är Jerécuaro, 8,3 km öster om La Mina. I omgivningarna runt La Mina växer huvudsakligen savannskog.